# Placówka Straży Celnej „Łysa Polana”

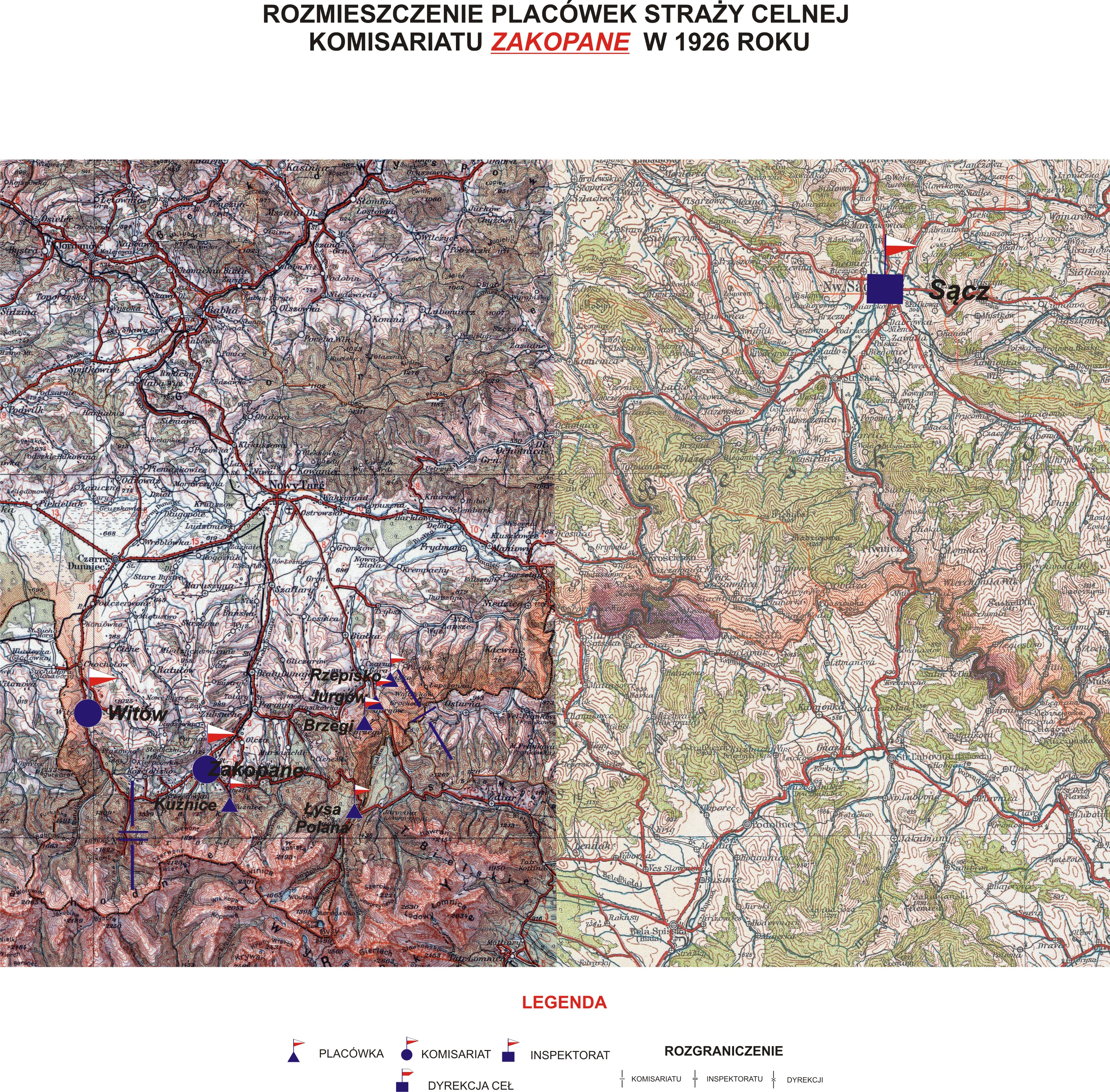
Rozmieszczenie placówek SC Zakopane w 1926 roku

Placówka Straży Celnej „Łysa Polana” – jednostka organizacyjna Straży Celnej pełniąca w okresie międzywojennym służbę ochronną na granicy polsko-czechosłowackiej.

## Formowanie i zmiany organizacyjne
Na wniosek Ministerstwa Skarbu, uchwałą z 10 marca 1920 roku, powołano do życia Straż Celną. Jednostki Straży Celnej rozpoczęły przejmowanie odcinków granicy od pododdziałów Batalionów Celnych. W 1921 roku w Szczawnicy stacjonował sztab 2 kompanii 8 batalionu celnego. Kompania wystawiała również placówkę w Łysej Polanie. W 1922 roku w Białce stacjonował sztab 4 kompanii 8 batalionu celnego. Kompania wystawiała również placówkę w Łysej Polanie. Proces tworzenia Straży Celnej trwał do końca 1922 roku. Placówka Straży Celnej „Łysa Polana” weszła w podporządkowanie komisariatu Straży Celnej „Zakopane” z Inspektoratu SC „Sącz”.
W drugiej połowie 1927 roku przystąpiono do gruntownej reorganizacji Straży Celnej. W praktyce skutkowało to rozwiązaniem tej formacji granicznej. Ochronę granicy północnej, zachodniej i południowej granicy państwa przejęła powołana z dniem 2 kwietnia 1928 roku Straż Graniczna.
Rozkazem nr 5 z 16 maja 1928 roku w sprawie organizacji Małopolskiego Inspektoratu Okręgowego dowódca Straży Granicznej gen. bryg. Stefan Pasławski określił powołał komisariat Straży Granicznej „Zakopane”, a 8 września 1828 dowódca Straży Granicznej rozkazem nr 6  w sprawie organizacji Małopolskiego Inspektoratu Okręgowego podpisanym w zastępstwie przez mjr. Wacława Szpilczyńskiego utworzył placówkę Straży Granicznej I linii „Łysa Polana”.

## Funkcjonariusze placówki
Kierownicy placówki
| stopień    | imię i nazwisko, numer   | okres pełnienia służby | kolejne stanowisko |
| ---------- | ------------------------ | ---------------------- | ------------------ |
| przodownik | Andrzej Wojtkowiak (108) | był w 1926             |                    |

Obsada personalna placówki w 1926:
- przodownik Andrzej Wojtkowiak (108)
- strażnik Stanisław Warczygłowa (1272)
- strażnik Jan Baran (1170)
- strażnik Jan Darasz (1812)
- strażnik Stanisław Środa (2148)
- strażnik Michał Siwek (2182)
- strażnik Józef Rybak (2227)